# Sunflower seeds
 (mars 2016).
Si vous disposez d'ouvrages ou d'articles de référence ou si vous connaissez des sites web de qualité traitant du thème abordé ici, merci de compléter l'article en donnant les références utiles à sa vérifiabilité et en les liant à la section « Notes et références ».
Sunflower Seeds (litt. « Graines de tournesol »)  est une œuvre commandée par la Tate Modern à l'artiste chinois contemporain Ai Weiwei dans la série Unilever. L'installation comprend 100 millions de graines de tournesol en céramique peintes à la main, empilées sur 10 cm de hauteur sur une surface de 3 400 m2. Environ 1 600 personnes ont travaillé durant plus de deux ans sur ce projet achevée en 2010 et exposé du 12 octobre 2010 au 2 mai 2011 dans le Turbine Hall, le hall d'entrée et la plus grande salle d'exposition de la Tate Modern.

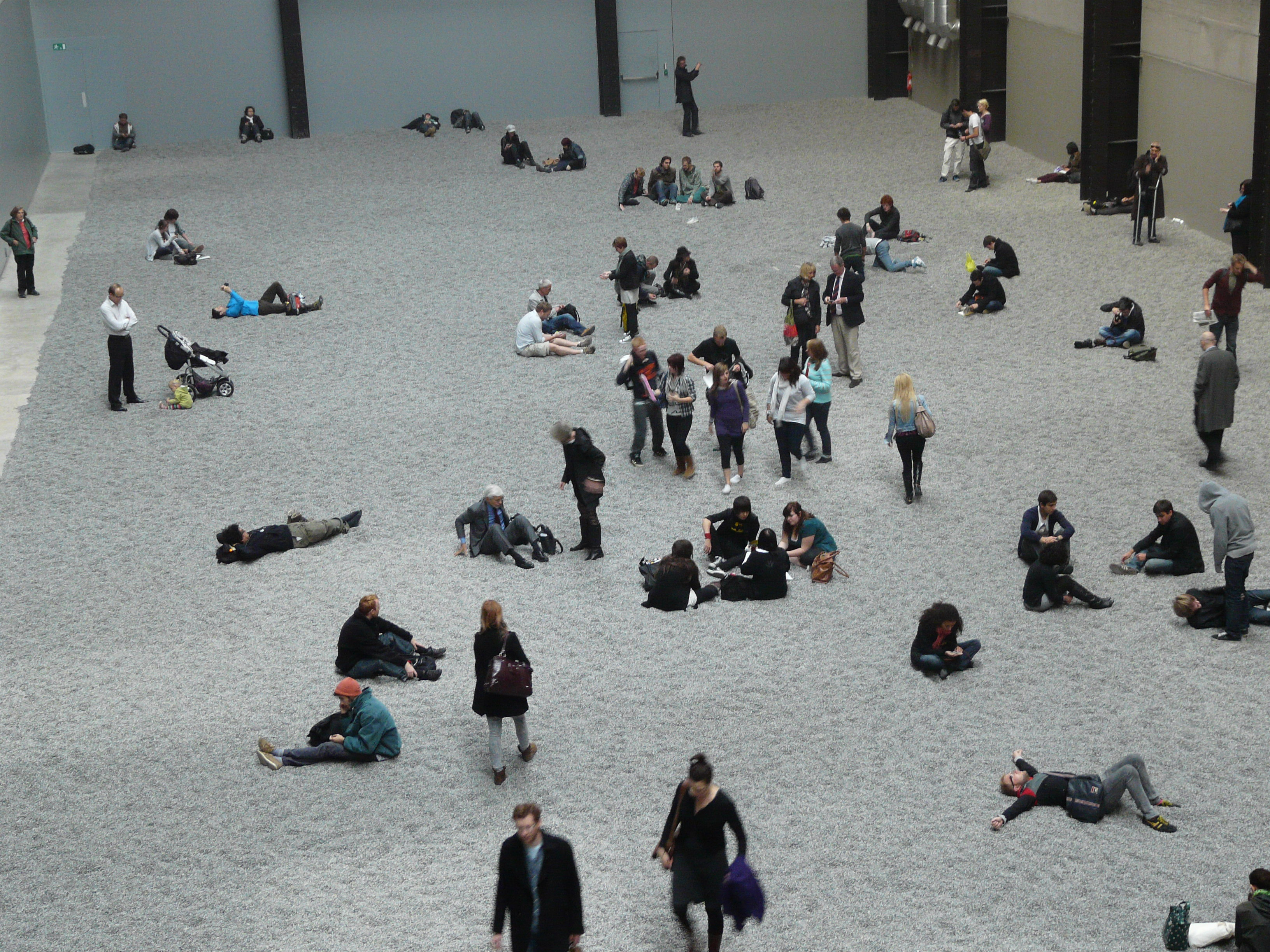
Le public sur l'œuvre le 12 octobre 2010.

À l'origine, il était prévu que le public puisse marcher sur l'œuvre, mais le musée y a rapidement renoncé à cause de la poussière potentiellement irritante.

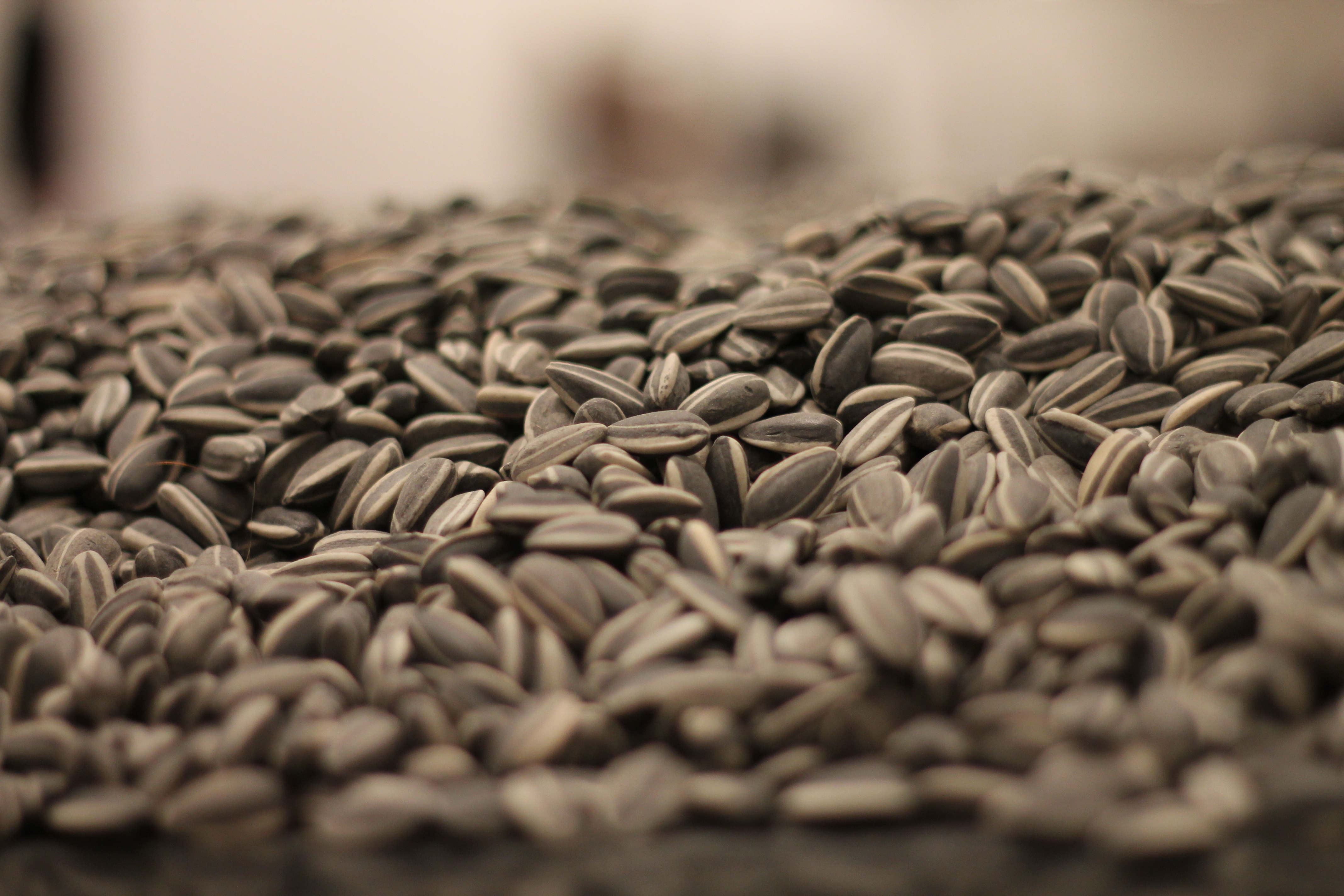
Gros plan sur les « graines ».

Sunflower seeds a été présenté dans une douzaine d'expositions jusqu'en 2013.